# НПФ Сбербанка
АО «НПФ Сберба́нка» (с 2020 года работает под брендом СберНПФ) — российский негосударственный пенсионный фонд, основанный Сбербанком в 1995 году. Основные направления деятельности — негосударственное пенсионное обеспечение, обязательное пенсионное страхование и программа долгосрочных сбережений.
Входит в тройку крупнейших НПФ в России; по итогам 2023 года под управлением фонда находились средства 10,3 млн клиентов на сумму 831,1 млрд рублей. Занимает 23,2 % рынка обязательного пенсионного страхования и 7,8 % рынка добровольных пенсионных программ. Один из лидеров отрасли по объёму активов, пенсионных накоплений и пенсионных резервов.
Единственным акционером фонда является Сбербанк. Фонд входит в цифровую экосистему Сбера, доступ к розничным продуктам СберНПФ и управление ими могут осуществляться через мобильный банк «Сбербанк Онлайн» и отделения Сбербанка.
Полное наименование фонда — Акционерное общество «Негосударственный Пенсионный Фонд Сбербанка». Штаб-квартира — в Москве.

## История

### Некоммерческая организация

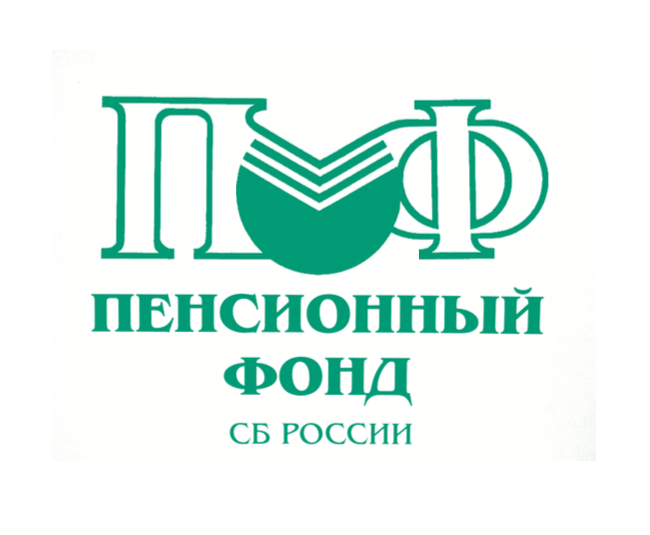
Логотип фонда в 1995 году

Негосударственный пенсионный фонд Сберегательного банка был создан решением совета директоров Сбербанка от 17 марта 1995 года в организационно-правовой форме некоммерческой организации, поскольку согласно указу президента России от 16 сентября 1992 года НПФ не имели права заниматься коммерческой деятельностью. Основной целью учреждения фонда объявлялось повышение уровня социального обеспечения участников фонда посредством назначения и выплат дополнительных пенсий (то есть дополнительно к трудовым пенсиям, назначаемым государством, и независимо от них). Президентом фонда стала Галина Морозова, занимавшая руководящие должности в системе Росгосстраха. Государственная регистрация фонда была осуществлена Департаментом общественных и межрегиональных связей Правительства Москвы. В феврале 1996 года фонд получил лицензию Инспекции негосударственных пенсионных фондов при Министерстве социальной защиты населения России. В ноябре 1996 года Роспатент зарегистрировал торговую марку фонда.
НПФ Сбербанка являлся пенсионным фондом открытого типа, то есть принимал пенсионные взносы у любых желающих (в отличие от фондов закрытого типа, работавших с определённым кругом вкладчиков, как правило, сотрудников компании-учредителя фонда). В первые годы деятельности фонд Сбербанка предлагал клиентам несколько добровольных схем пенсионного обеспечения, предусматривающих возможность получения дополнительной пенсии в течение 5, 10, 15 лет или пожизненно. Участник фонда приобретал право на выплату дополнительной пенсии в случае достижения пенсионного возраста и при условии окончания периода внесения пенсионных взносов. Фонд ежегодно начислял инвестиционный доход на средства участников на именных пенсионных счетах. Активами фонда управлял Сбербанк, имевший соответствующую лицензию Инспекции негосударственных пенсионных фондов. Заключить с фондом договор негосударственного пенсионного обеспечения можно было в филиалах Сбербанка в 62 регионах России.
По итогам 1997 года количество участников НПФ Сбербанка составило 54 402 человека. Фондом было заключено 53 594 действующих договора негосударственного пенсионного обеспечения (в том числе 163 договора с корпоративными клиентами). Объём пенсионных резервов фонда достиг 46,9 млн рублей, объём пенсионных взносов — 26,2 млн рублей.
В марте 2000 года НПФ Сбербанка совместно с НПФ «Газфонд», НПФ «Лукойл-Гарант», НПФ «Уголь», НПФ электроэнергетики, НПФ «Сургутнефтегаз» и НПФ «Семейный» учредил Национальную ассоциацию негосударственных пенсионных фондов (НАПФ). Кроме того, НПФ Сбербанка являлся членом Профессиональной лиги негосударственных пенсионных фондов, учреждённой в 1994 году и впоследствии присоединённой к НАПФ.
В январе 2004 года негосударственные пенсионные фонды наравне с ПФР получили возможность осуществлять деятельность по обязательному пенсионному страхованию (ОПС), система которого была создана в ходе реформы 2002 года. Им было предоставлено право стать страховщиками по ОПС, привлекать и инвестировать пенсионные накопления граждан, подавших в ПФР заявление о переводе накопительной части пенсии в НПФ. С 2006 года НПФ смогли заключать с ПФР трансфер-агентские соглашения, что позволило им напрямую принимать заявления граждан о переводе пенсионных накоплений, удостоверять их и затем передавать в ПФР с целью смены страховщика на конкретный НПФ. 7 сентября 2006 года ФСФР России зарегистрировала страховые правила НПФ Сбербанка по обязательному пенсионному страхованию. По итогам первого полугодия 2007 года количество застрахованных лиц по договорам ОПС, заключённым фондом, достигло 18 846 человек, объём пенсионных накоплений в рамках системы ОПС — 353,19 млн рублей. Количество участников фонда по негосударственному пенсионному обеспечению составило 169 231 человека, объём пенсионных резервов — 1,49 млрд рублей.
Весной 2009 года НПФ Сбербанка подписал соглашение с материнским банком о сотрудничестве в сфере обязательного пенсионного страхования, в июне получил новую лицензию ФСФР России и начал экспансию на рынок ОПС. Соответствующие услуги фонда стал предоставляться в 7,3 тыс. из 19 тыс. отделений Сбербанка. В январе 2013 года с целью налаживания продаж через новые каналы сбыта первым вице-президентом фонда была назначена Наталья Грибкова, занимавшая должность директора управления Сбербанка по работе с филиалами. Партнёрство со столь обширной агентской сетью способствовало тому, что фонд за несколько лет стал лидером отрасли. Если в 2012 году НПФ Сбербанка занимал 6 % рынка обязательного пенсионного страхования, то к 2017 году он увеличил базу застрахованных лиц с 671 тыс. до 6,8 млн человек, заняв 19 % рынка; в частности, в 2013 году в фонд было подано около 1,5 млн заявлений о переводе пенсионных накоплений граждан, в 2014 году — 3 млн заявлений, в 2015 году — около 4,2 млн заявлений. Другой причиной такого бурного роста являлась возможность дистанционной подачи в ПФР заявлений о переводе пенсионных накоплений в фонд — сначала через трансфер-агентов, а с 2014 года посредством электронной подписи (через удостоверяющие центры) — это позволяло направлять такие заявления без личного посещения гражданами отделений ПФР. Для привлечения застрахованных лиц фонд использовал помимо отделений Сбербанка также магазины сети «Связной» и отделения банка «Восточный», а также свои собственные филиалы в Красноярске и Туле.

### После акционирования
Альтернативы НПФ, если вы хотите обеспечить свою пенсию, для основной массы не существует.

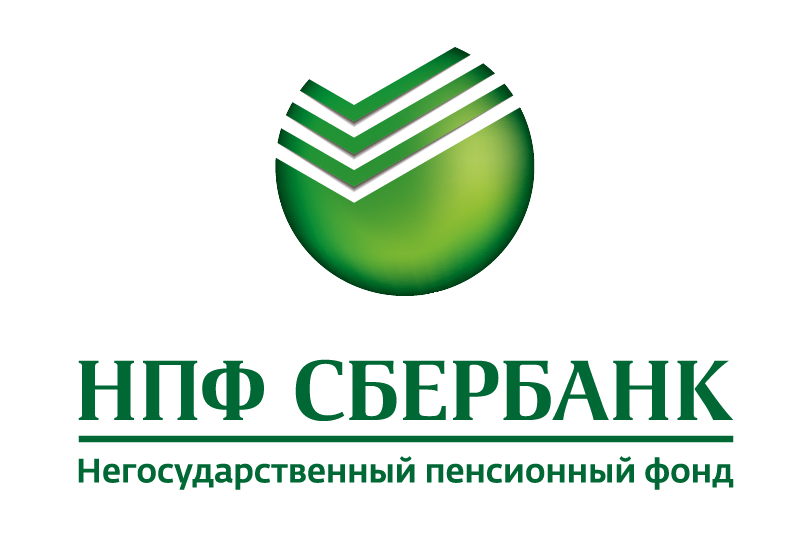
Логотип фонда в 2009—2020 годах

В конце 2013 года был принят закон об обязательном акционировании российских негосударственных пенсионных фондов, для которых изначально была предусмотрена организационно-правовая форма некоммерческих организаций. Коммерциализация НПФ была призвана обеспечить бо́льшую прозрачность корпоративного управления и структуры собственности. В апреле 2014 года совет НПФ Сбербанка принял решение о реорганизации фонда, в мае Банк России согласовал проведение реорганизации и в июне фонд был реорганизован в форме преобразования в закрытое акционерное общество. В результате все активы и обязательства, а также все права и обязанности существовавшего юридического лица были переданы во вновь образованное ЗАО «НПФ Сбербанка» с уставным капиталом в размере 150 млн рублей, разделённым на 150 тыс. обыкновенных акций, которые были распределены в пользу единственного акционера — Сбербанка. Председателем совета директоров фонда был избран старший вице-президент Сбербанка Денис Бугров, генеральным директором фонда — Галина Морозова. В ходе акционирования фонд не стал реализовывать право выделить бизнес по обязательному пенсионному страхованию в отдельную структуру и был реорганизован без разделения. Через год ЗАО «НПФ Сбербанка» было переименовано в АО «НПФ Сбербанка».
В 2016 году НПФ Сбербанка первым на рынке начал массовые розничные продажи продуктов негосударственного пенсионного обеспечения (НПО) — индивидуальных пенсионных планов. За два года клиентская база фонда по НПО увеличилась с 314 тыс. до 1,5 млн человек по итогам 2017 года (при этом фонд заключал зачастую по 200–400 тыс. договоров в месяц). В результате фонд Сбербанка занял первое место на рынке как по количеству застрахованных лиц по обязательному пенсионному страхованию, так и по численности участников добровольных пенсионных программ. В начале 2018 года фонд прекратил активное привлечение новых участников индивидуальных пенсионных планов из-за необходимости отчислений в страховой резерв в размере 5 % от обязательств по НПО (что, в свою очередь, влекло сокращение начисленной доходности по счетам участников). В 2020 году фонд возобновил розничные продажи ИПП.
В середине 2017 года НПФ Сбербанка был вынужден приостановить масштабное увеличение клиентской базы по обязательному пенсионному страхованию, поскольку вследствие распространившихся на рынке случаев фальсификации заявлений застрахованных лиц ПФР перестал принимать от удостоверяющих центров электронные заявления граждан о переводе пенсионных накоплений. НПФ Сбербанка до последнего продолжал собирать заявления граждан на перевод пенсионных накоплений через удостоверяющие центры, в результате чего к концу 2017 года в фонде скопилось 2,9 млн таких заявлений, которые в итоге так и не были приняты ПФР несмотря на обращения президента Сбербанка Германа Грефа в правительство. Отныне клиентам, заключившим договор ОПС, нужно было дополнительно обращаться в ПФР с заявлением о переводе пенсионных накоплений. В 2018—2019 годах НПФ Сбербанка предпринял несколько попыток восстановить активное привлечение новых клиентов по ОПС, в том числе посредством портала Госуслуг. Фонд совместно со Сбербанком разработал технологию подачи заявления о переводе пенсионных накоплений через Госуслуги, позволявшую клиенту подать заявление и заключить договор ОПС в любом уполномоченном отделении банка без необходимости личного визита в ПФР. Однако применение технологии требовало изменения законодательства, включая отмену правила о применении на Госуслугах усиленной квалифицированной электронной подписи при подаче заявлений о переводе пенсионных накоплений. В итоге, из-за усложнения процедуры привлечения застрахованных лиц фонд к 2020 году окончательно отказался от возобновления массового заключения договоров ОПС. 
Помимо собственно пенсионного обеспечения НПФ Сбербанка рассматривал возможности инвестирования в смежный бизнес: в августе 2017 года фонд разместил на портале государственных закупок тендер на разработку концепции сети пансионатов для пожилых в Московском регионе. Планировалось, что пансионаты будут предоставлять услуги по постоянному проживанию и уходу, причём как лицам, заключившим соответствующие пенсионные или страховые договоры, так и любым желающим в рамках договоров возмездного оказания услуг. О намерении участвовать в тендере объявила девелоперская компания «Химки групп» Алишера Усманова, однако после смены руководства фонда в первой половине 2018 года проект был свёрнут.
В 2018 году НПФ Сбербанка первым среди российских негосударственных пенсионных фондов преодолел отметку в 10 млн клиентов.

### Дальнейшее развитие

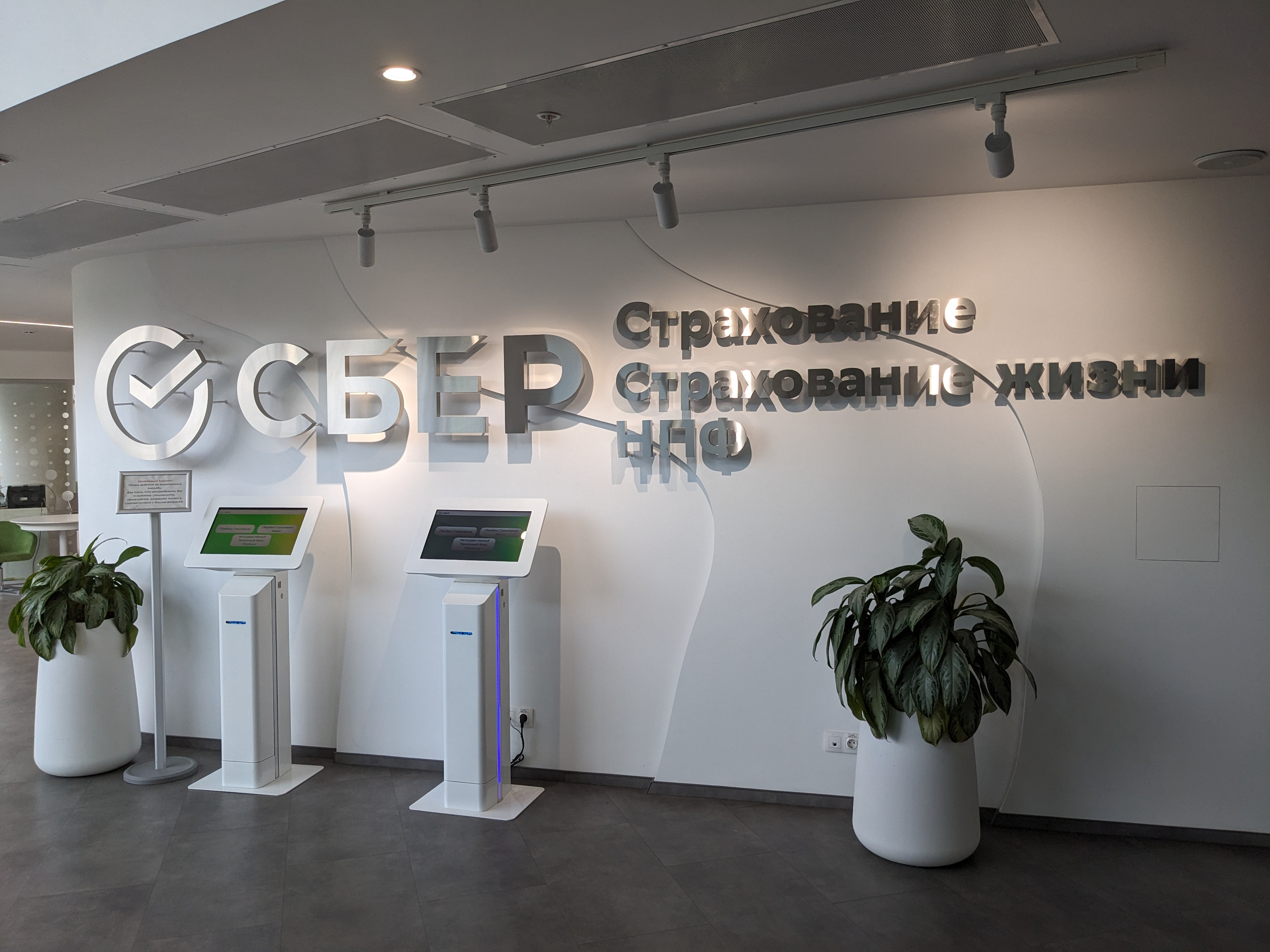
Клиентская зона СберНПФ и страховых компаний Сбера в офисе на Поклонной улице

В сентябре 2020 года фонд вместе с другими компаниями группы Сбербанка прошёл ребрендинг в рамках перехода всей бизнес-экосистемы банка под зонтичный бренд «Сбер», разработанный британским брендинговым агентством Landor & Fitch. Фонд сменил логотип и приступил к распространению своих пенсионных продуктов под брендом СберНПФ.
Ещё осенью 2018 года фонд запустил своё мобильное приложение, но спустя два года было принято решение перенести соответствующий функционал в приложение материнского банка — «Сбербанк Онлайн». В феврале 2021 года в «Сбербанк Онлайн» появился раздел «Пенсия и сервисы СберНПФ». Помимо доступа к услугам фонда по негосударственной пенсии новый раздел банковского приложения Сбера позволил пользователю получать информацию о его пенсионных накоплениях на других уровнях российской пенсионной системы: размере ежемесячной выплаты по страховой пенсии на момент запроса и механизмах её расчёта, количестве накопленных индивидуальных пенсионных коэффициентов (баллов), размере накопительной пенсии и др. Количество посетителей пенсионного раздела «Сбербанк Онлайн» составило 3 млн в месяц, к 2022 году их общее количество достигло 31 млн.
В апреле 2022 года СберНПФ вместе с рядом других дочерних компаний Сбербанка был включён в санкционный список SDN властей США, в связи с чем фонд опубликовал сообщение об обеспечении сохранности средств клиентов и исполнении своих обязательств по пенсионным договорам в полном объёме. По итогам 2023 года фонд занял первое место на рынке по доходности пенсионных резервов и пенсионных накоплений.
В начале 2024 года СберНПФ стал первым оператором программы долгосрочных сбережений (ПДС) — добровольного накопительно-сберегательного продукта, введённого законом от 10 июля 2023 года и призванного заменить прежнюю накопительную пенсию системы ОПС. Фонд заявил о планах стать оператором для 8 млн договоров программы к 2030 году, а также о необходимости мер по совершенствованию программы, включая увеличение срока государственного софинансирования и возможность софинансирования со стороны работодателей. По итогам 2024 года количество заключённых фондом договоров долгосрочных сбережений составило 1,9 млн, доходность взносов по договорам составила 17,8 % годовых; при этом вкладчики фонда перевели в ПДС средства накопительной части пенсии на общую сумму 67 млрд рублей, сумма личных взносов составила 48 млрд рублей. К середине 2025 года фонд заключил договоры ПДС с более чем 3,5 млн граждан, заняв первое место на рынке по этому показателю; суммарный объём вложений достиг 240 млрд рублей.

## Акционерный капитал и органы управления

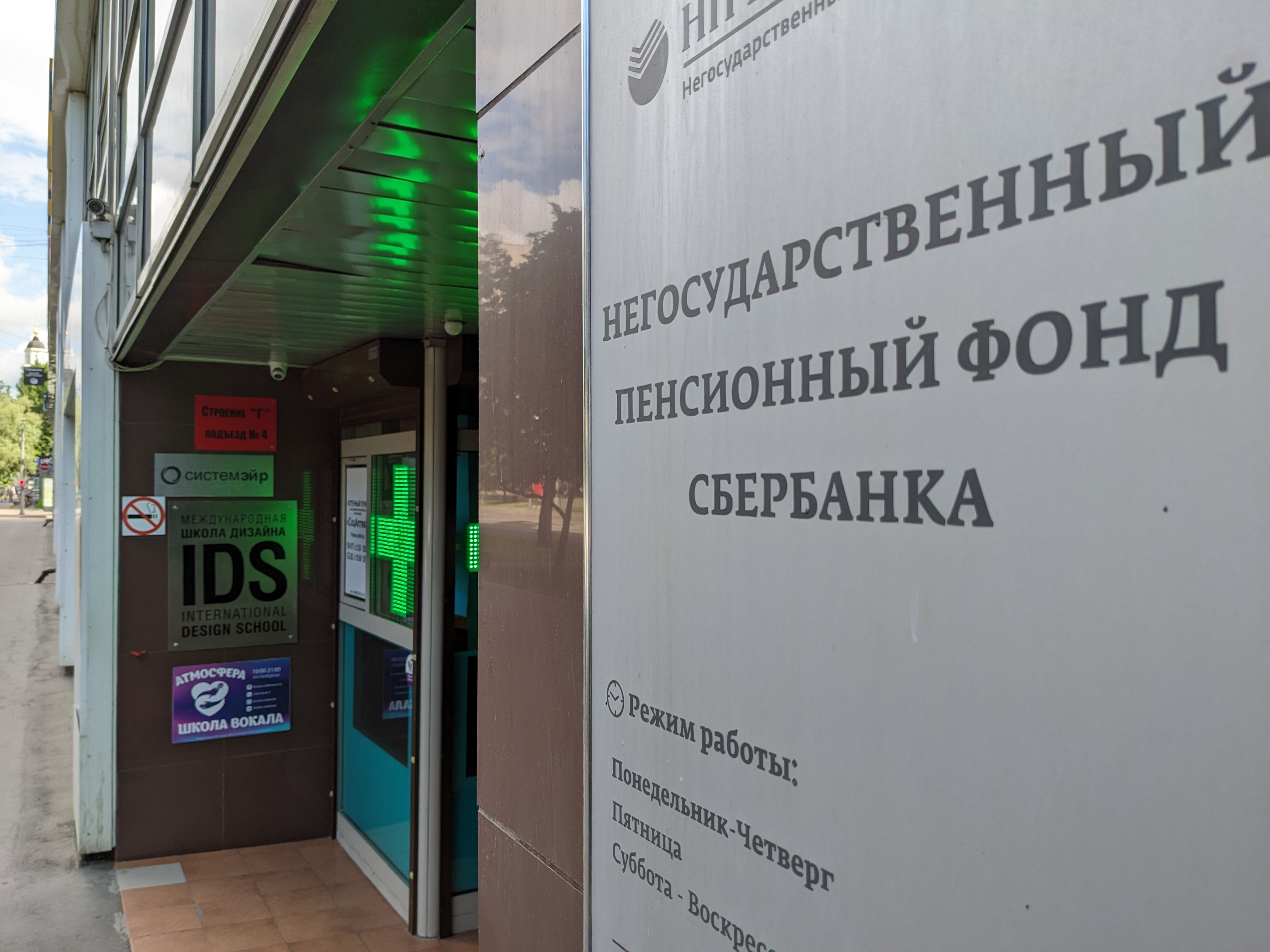
Вход в офис фонда на Шаболовке

Уставный капитал НПФ Сбербанка составляет 150 млн рублей и разделён на 150 тыс. обыкновенных акций, 100 % которых принадлежат Сбербанку. Фонд не вправе выпускать привилегированные акции. Функции реестродержателя фонда выполняет АО «Регистраторское общество «Статус», которое ведёт реестры акционеров Сбербанка и его дочерних обществ.
На уровне Сбербанка работу дочернего НПФ курирует блок «Управление благосостоянием», созданный в сентябре 2013 года и возглавляемый старшим вице-президентом банка. Также банк является правообладателем торговой марки «СберНПФ», используемой фондом.
Общее руководство деятельностью НПФ Сбербанка осуществляет совет директоров фонда, члены которого избираются общим собранием акционеров (фактически головным банком как единственным акционером). Пост председателя совета директоров занимали старшие вице-президенты Сбербанка — руководители блока «Управление благосостоянием» Денис Бугров (2014—2015), Пётр Колтыпин (2015—2016), Сергей Иванов (2016—2017), Александр Бондаренко (2017—2018), Наталья Алымова (2018—2022). В настоящее время сведения о лице, занимающем пост председателя совета директоров фонда, не раскрываются.
До акционирования в 2014 году НПФ Сбербанка возглавлялся президентом. С 2014 года единоличным исполнительным органом фонда является генеральный директор, избираемый советом директоров сроком на три года и осуществляющий руководство текущей деятельностью фонда. В прошлом во главе фонда стояли Галина Морозова (1995—2018), Александр Зарецкий (2019—2025) (в 2018—2019 годах обязанности генерального директора исполнял Александр Прокопенков). В 2025 году исполняющей обязанности генерального директора была назначена Ольга Изюмова.

## Деятельность

### Основные направления

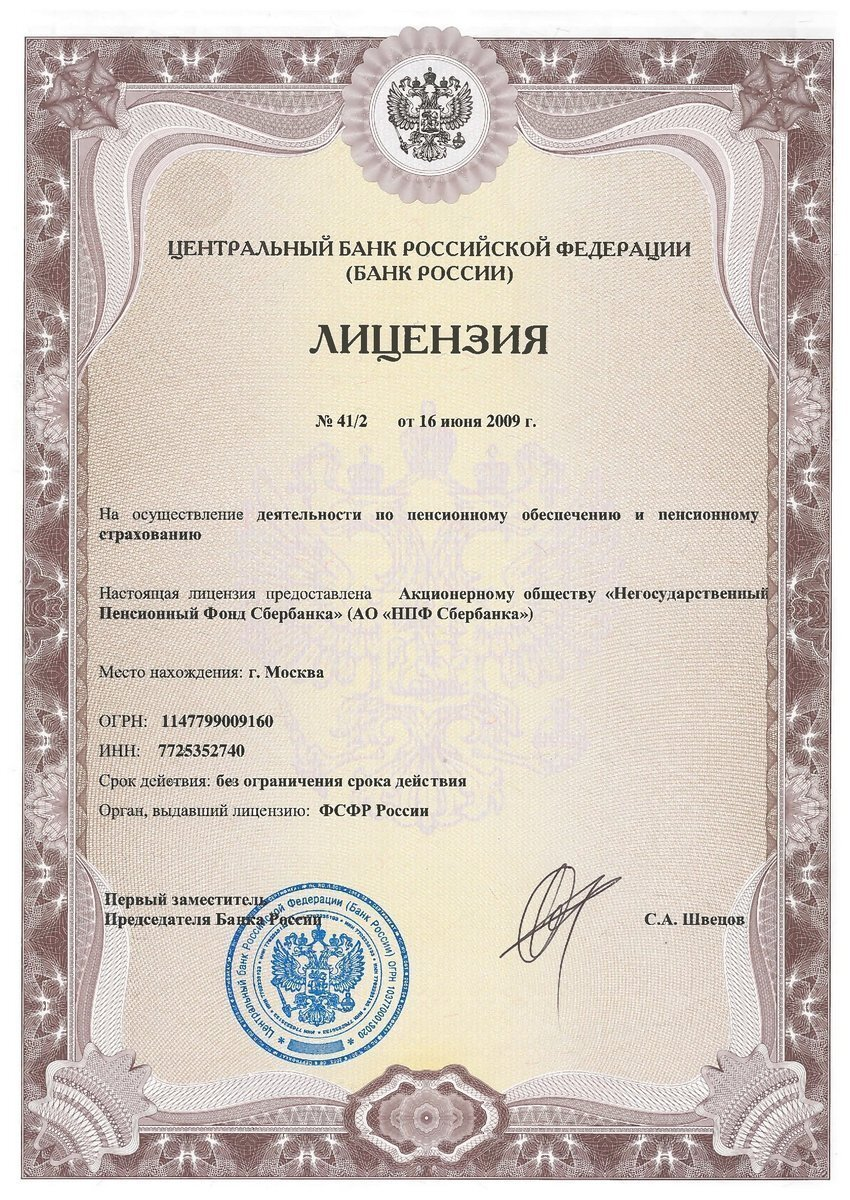
Лицензия фонда на осуществление деятельности по пенсионному обеспечению и пенсионному страхованию

НПФ Сбербанка является институциональным инвестором — субъектом рынка коллективных инвестиций, подразумевающего длительное аккумулирование средств вкладчиков в едином фонде, с их дальнейшим вложением в различные финансовые инструменты, начислением инвестиционного дохода и последующим назначением выплат вкладчикам. К основным направлениям деятельности НПФ Сбербанка относятся следующие:
- Обязательное пенсионное страхование (ОПС), в рамках которого фонд в качестве страховщика управляет средствами накопительной пенсии, в случае подачи гражданином заявления о переводе накопительной пенсии в СберНПФ из СФР или другого НПФ. Поскольку накопительная пенсионная система действовала в России лишь в 2002—2013 годах, то договоры об обязательном пенсионном страховании не могут быть заключены с гражданами, начавшими работать после 2013 года. После заключения со СберНПФ договора об обязательном пенсионном страховании застрахованному лицу необходимо отдельно подать заявление о переводе пенсионных накоплений (лично в СФР или через МФЦ)[86][87]. Для исполнения обязательств фонда по договорам ОПС в составе имущества фонда формируются пенсионные накопления.
- Негосударственное пенсионное обеспечение (НПО), предусматривающее внесение пенсионных взносов в СберНПФ в рамках индивидуальных пенсионных планов (ИПП) или корпоративных пенсионных программ (КПП), взамен получения участником в будущем срочных периодических выплат либо единовременной выплаты. Весной 2024 года руководство фонда объявило о сворачивании розничных продаж индивидуальных пенсионных планов в пользу новой программы долгосрочных сбережений. Отказ от дальнейшего продвижения ИПП не затронул корпоративные программы СберНПФ; по состоянию на апрель 2025 года 500 организаций формировали в фонде корпоративную пенсию для своих работников[88][89]. Для исполнения обязательств фонда по договорам НПО в составе имущества фонда формируются пенсионные резервы.
- Программа долгосрочных сбережений (ПДС), предусматривающая внесение добровольных взносов в СберНПФ, взамен получения участником ПДС в будущем пожизненных или срочных периодических выплат либо единовременной выплаты. Также в ПДС могут быть переведены средства накопительной пенсии. Договор ПДС рассчитан не менее чем на 15-летний срок; досрочное назначение выплат возможно при достижении возраста 55 лет (для женщин) или 60 лет (для мужчин) либо при наступлении особых жизненных ситуаций (оплата дорогостоящего лечения, потеря кормильца)[90]. В отношении ПДС установлены гарантии безубыточности: фонд из собственных средств компенсирует клиентам инвестиционные потери (так называемое гарантийное восполнение)[91][92]. Кроме того, законом предусмотрена ежегодная корректировка (фактически индексация) размера пожизненных и срочных периодических выплат (в случае положительного результата инвестирования фондом средств, находящихся на счёте участника)[93]. Для исполнения обязательств фонда по договорам ПДС в составе имущества фонда формируются пенсионные резервы.

Как и другие негосударственные пенсионные фонды, СберНПФ не имеет отношения к страховой пенсии, которая выплачивается пенсионерам учреждениями системы СФР после достижения пенсионного возраста и размер которой в значительной степени зависит от количества автоматически начисленных пенсионных баллов.
Фонд разрабатывает пенсионные правила, страховые правила и правила формирования долгосрочных сбережений (ФДС), заключает пенсионные договоры, договоры об обязательном пенсионном страховании и договоры долгосрочных сбережений, ведёт пенсионные счёта и счёта долгосрочных сбережений, аккумулирует пенсионные взносы, сберегательные взносы и средства пенсионных накоплений, размещает пенсионные резервы, организует инвестирование средств пенсионных накоплений, производит назначение и осуществляет выплаты негосударственных и накопительных пенсий, а также выплаты по договорам долгосрочных сбережений.

### Инвестирование
По закону негосударственные пенсионные фонды обязаны инвестировать пенсионные активы на принципах обеспечения сохранности средств, а также обеспечения доходности, диверсификации и ликвидности инвестиционных портфелей, учёта надёжности ценных бумаг. Также в соответствии с действующими требованиями фонды не могут инвестировать более 7—10 % средств в высокорискованные инструменты (например, субординированные облигации или инвестиционные паи). В силу такого правового регулирования инвестиционная политика СберНПФ носит консервативный характер. Инвестиционный портфель фонда состоит преимущественно из облигаций федерального займа, корпоративных облигаций российских эмитентов, а также акций первых эшелонов — российских голубых фишек. Денежные средства, внесенные гражданами по договорам долгосрочных сбережений, могут вкладываться в менее консервативные инструменты, чем средства пенсионных накоплений, что дает участникам ПДС возможность рассчитывать на более высокую доходность.
Для размещения и инвестирования средств пенсионных резервов и пенсионных накоплений фонд передаёт их в доверительное управление управляющим компаниям, действующим на пенсионном рынке. В отличие от негосударственных пенсионных фондов, управляющие компании не занимаются взаимодействием с гражданами напрямую; целью их деятельности являются собственно операции со средствами, их вложение и дальнейший прирост в рамках утверждённой инвестиционной стратегии. Для доверительного управления пенсионными активами СберНПФ управляющая компания должна соответствовать ряду требований; в частности, стоимость чистых активов в доверительном управлении управляющей компании должна быть не менее 50 млрд рублей, а результат управления активами на момент выбора управляющей компании должен быть не менее среднего рыночного и/или экономического показателя, утверждённого советом директоров фонда. Средствами НПФ Сбербанка управляют управляющие компании «Первая», «ВИМ Инвестиции», «Система Капитал», «Регион Эссет Менеджмент».
По состоянию на 2020 год инвестиции фонда по отраслям экономики распределялись следующим образом (после 2020 года информация о структуре портфеля не раскрывалась):
- вложения пенсионных резервов: государственный долг — 52,7 %; топливная промышленность — 11,4 %; транспортные услуги — 8,7 %; энергетическая промышленность — 8,4 %; телекоммуникации — 5,7 %; банки — 5,6 %; финансы — 3,9 %; химическая промышленность — 2,6 %; другие виды деятельности и промышленности — 0,6 %; торговля — 0,4 %;
- вложения пенсионных накоплений: государственный долг — 50,6 %; топливная промышленность — 17,7 %; транспортные услуги — 9,3 %; банки — 7 %; энергетическая промышленность — 5,8 %; финансы — 3,8 %; субфедеральный и муниципальный долг — 1,5 %; металлургическая промышленность — 1,1 %; другие виды деятельности и промышленности — 0,7 %; горнодобывающая промышленность — 0,6 %; химическая промышленность — 0,6 %; телекоммуникации — 0,6 %; торговля — 0,5 %; машиностроение и металлообработка — 0,1 %.

Контроль инвестирования средств пенсионных накоплений и пенсионных резервов СберНПФ осуществляет специализированный депозитарий, заключивший с фондом соответствующий договор. Специализированный депозитарий ведёт учёт имущества, в которое размещены пенсионные резервы, инвестированы пенсионные накопления; выполняет расчёт рыночной стоимости активов, в которые размещены средства пенсионных резервов фонда; осуществляет ежедневный контроль соблюдения установленных требований к составу и структуре пенсионных резервов и пенсионных накоплений СберНПФ, переданных в доверительное управление управляющим компаниям, и портфеля фонда в целом; выполняет другие контрольные функции.

### Исследовательская деятельность
На протяжении ряда лет НПФ Сбербанка проводятся исследования, в том числе социологические опросы, в пенсионной и смежных сферах. В частности, фондом были опубликованы результаты опросов респондентов об уровне их трат после выхода на пенсию (2019), о достаточности их накоплений на старость (2020), о том, разбираются ли они в пенсионной формуле (2021), возможности полного перехода на фриланс (2019, 2021), доле граждан, делающих сбережения, и сумме ежемесячных отчислений на сбережения (2022, 2023), уровне дохода, позволяющего копить на пенсию (2021), желаемой продолжительности жизни (2019, 2021, 2023), корпоративных пенсиях (2020, 2022), помощи пожилым родственникам (2020), найме возрастных сотрудников (2021), желаемом размере накоплений к моменту выхода на пенсию (2025) и др. Опросы СберНПФ о желаемом размере пенсии (2020) и комфортной сумме сбережений (2021, опрос проводился совместно с компанией «Сбербанк страхование жизни») победили в конкурсе «Инфоповод года» компании «Медиалогия». Помимо опросов фондом были выполнены исследования о наиболее высокооплачиваемых вакансиях для выпускников (2023, совместно с сервисом «Работа.ру»), сберегательных привычках различных поколений (2023) и др.
Согласно мнению, высказанному в прессе, данные опросов НПФ Сбербанка свидетельствуют о том, что «большинство населения абсолютно не понимает, как будет формироваться их государственная пенсия».

### Показатели деятельности
Основные показатели деятельности НПФ Сбербанка по данным Банка России за пять лет:
| Показатель / Год                                                                         | 2020          | 2021          | 2022          | 2023          | 2024          |
| Активы, тыс. руб.                                                                        | ▲ 731 451 037 | ▲ 785 075 667 | ▲ 810 493 963 | ▲ 888 590 715 | ▲ 984 539 707 |
| Капитал, тыс. руб.                                                                       | ▲ 37 699 386  | ▲ 42 016 734  | ▲ 49 622 511  | ▲ 53 521 993  | ▲ 57 353 259  |
| Негосударственное пенсионное обеспечение (НПО) и программа долгосрочных сбережений (ПДС) |               |               |               |               |               |
| Пенсионные резервы, тыс. руб.                                                            | ▲ 55 899 274  | ▲ 76 201 970  | ▲ 87 903 291  | ▲ 103 471 474 | ▲ 163 860 031 |
| Количество участников по действующим договорам, чел.                                     | ▲ 1 769 674   | ▲ 1 844 391   | ▲ 1 878 417   | ▼ 1 701 441   | ▲ 3 572 671   |
| Количество участников, получающих негосударственную пенсию, чел.                         | ▲ 34 194      | ▲ 36 054      | ▲ 40 456      | ▲ 40 559      | ▲ 47 408      |
| Выплаты негосударственных пенсий, тыс. руб.                                              | ▲ 708 442     | ▲ 789 553     | ▲ 950 284     | ▲ 1 318 410   | ▲ 1 923 872   |
| Доходность по пенсионным резервам, в процентах годовых                                   | ▼ 5,23        | ▼ 3,64        | ▼ 3,05        | ▲ 10,33       | ▼ 7,12        |
| Обязательное пенсионное страхование (ОПС)                                                |               |               |               |               |               |
| Пенсионные накопления, тыс. руб.                                                         | ▲ 658 934 742 | ▲ 689 441 486 | ▲ 698 946 946 | ▲ 757 914 978 | ▲ 792 855 526 |
| Количество застрахованных лиц по действующим договорам, чел.                             | ▲ 8 752 771   | ▼ 8 708 619   | ▼ 8 672 499   | ▼ 8 626 554   | ▼ 8 578 245   |
| Количество застрахованных лиц, получающих накопительную пенсию, чел.                     | ▼ 96 810      | ▲ 98 101      | ▼ 25 768      | ▲ 34 114      | ▲ 38 104      |
| Выплаты за счёт средств пенсионных накоплений, тыс. руб.                                 | ▲ 2 967 156   | ▲ 3 203 405   | ▲ 8 939 079   | ▲ 10 311 891  | ▲ 14 077 905  |
| Доходность по пенсионным накоплениям, в процентах годовых                                | ▼ 6,14        | ▼ 5,48        | ▼ 2,35        | ▲ 10,19       | ▼ 7,35        |

### Рейтинговые оценки
Рейтинговое агентство «Эксперт РА» ежегодно подтверждает кредитный рейтинг НПФ Сбербанка на уровне «ruAAА» (наивысший уровень финансовой устойчивости). Начиная с 2022 года рейтинговое агентство НКР включает СберНПФ в ESG-индекс российского бизнеса с уровнем II («выше среднего»).

## Страхование вложений в фонд
Добровольные накопления граждан в СберНПФ застрахованы Агентством по страхованию вкладов (АСВ) в рамках так называемой системы гарантирования прав участников добровольных пенсионных программ (СГПУ), созданной на тех же началах, что и система страхования банковских вкладов. Гарантийными случаями являются банкротство фонда или аннулирование его лицензии. В случае наступления гарантийного случая участнику СберНПФ будет выплачено гарантийное возмещение в пределах суммы 2,8 млн рублей (или по его желанию сумма возмещения может быть переведена на его имя в другой НПФ). Возмещение выплачивается за счёт средств фонда гарантирования пенсионных резервов, который находится в собственности АСВ и формируется за счёт гарантийных взносов негосударственных пенсионных фондов, а также ряда других источников.
В отношении пенсионных накоплений по обязательному пенсионному страхованию СберНПФ является участником отдельной системы гарантирования пенсионных накоплений (СГПН), также администрируемой АСВ. Гарантийное возмещение в данном случае будет выплачиваться застрахованным лицам за счёт средств фонда гарантирования пенсионных накоплений.

## Признание
НПФ Сбербанка занимал первое место в рейтинге крупнейших негосударственных пенсионных фондов России, составляемом центром экономических исследований «РИА Рейтинг», в 2016—2019 и 2024 годах, третье место в 2013—2015 годах. Пять раз (в 2010 и 2014—2017 годах) становился лауреатом премии «Компания года», которая вручалась журналом «Компания» (номинация «Негосударственный пенсионный фонд»). В 2017 году фонд был удостоен премии «Марка № 1 в России» в категории «Негосударственный пенсионный фонд». Также фонд получил ряд отраслевых премий за внедрение отдельных цифровых сервисов.

## Слияния и поглощения
В декабре 2009 года совет НПФ Сбербанка принял решение о реорганизации фонда в форме присоединения к нему НПФ «Социальный партнёр» (до 2003 года — НПФ «Аэрофлот-Гарант»), основанного в 1997 году. Основными учредителями НПФ «Социальный партнёр» являлись авиакомпания «Аэрофлот», аэропорт Шереметьево и другие предприятия авиационной отрасли. Количество клиентов присоединяемого фонда по обязательному пенсионному страхованию составляло 1,47 тыс. человек, по негосударственному пенсионному обеспечению — 25,9 тыс. человек, объём пенсионных накоплений — 39 млн рублей, объём пенсионных резервов — 364 млн рублей. Реорганизация была согласована ФСФР России и ФАС России в марте — апреле 2010 года, окончательно процедура присоединения была завершена в октябре 2010 года. Фонд Сбербанка также получил контроль над инвестиционной компанией «Социальные инвестиции», располагавшейся на территории аэропорта Шереметьево.
В декабре 2017 года НПФ Сбербанка закрыл сделку по приобретению небольшого НПФ «ВНИИЭФ-гарант» (город Саров), принадлежавшего ВНИИЭФ и другим структурам Росатома. Ходатайство о приобретении фонда было одобрено ФАС России в ноябре 2017 года. Активы «ВНИИЭФ-гаранта» составляли 3,6 млрд рублей, прибыль — 233 млн рублей, количество клиентов — 24 тыс. человек (преимущественно сотрудников предприятий Росатома). Позднее НПФ Сбербанка перевёл на себя договоры клиентов «ВНИИЭФ-гаранта» и ликвидировал его, взамен открыв в Сарове собственный пенсионный центр.
- ПН НПФ — средства пенсионных накоплений НПФ
- ПР НПФ — средства пенсионных резервов НПФ

Летом 2021 года СберНПФ купил у группы «Ренессанс страхование» 100 % акций НПФ «Ренессанс пенсии». Последний был основан в 2002 году, специализировался на корпоративных пенсионных программах и обслуживал около 200 компаний, включая международные холдинги; количество его участников составляло более 42 тыс., объём активов — 24,5 млрд рублей. В октябре 2021 года НПФ «Ренессанс пенсии» был переименован в НПФ «Пенсионные решения». В июне 2022 года, после введения в отношении Сбербанка санкций США, СберНПФ вышел из капитала купленного фонда.

## Критика
В 2011 году ФСФР России обвинила ряд негосударственных пенсионных фондов, включая НПФ Сбербанка, в том, что они распределили на пенсионные счёта застрахованных лиц убытки от инвестирования средств пенсионных накоплений в кризисном 2008 году. Фонды полагали, что разнесение убытков от инвестирования по счетам клиентов не противоречит закону и позволяет повысить эффективность вложений посредством менее консервативной инвестиционной политики (поскольку в этом случае на длительном периоде инвестирования убытки в отдельные периоды могут быть компенсированы высокой доходностью в другие периоды). Однако регулятор расценил это как одностороннее уменьшение обязательств перед застрахованными лицами и вынес в адрес фондов предписания об устранении нарушений. В ответ на запросы о способах компенсации убытков ФСФР России сообщила, что потери должны покрываться за счёт собственных средств НПФ. Фонд Сбербанка обратился в суд, но оспорить предписание ФСФР ему не удалось.
НПФ Сбербанка нередко подвергается обобщённой, неконкретизированной критике, направленной в целом на институт негосударственных пенсионных фондов. Так, в 2017 году разразился конфликт между руководителями ассоциаций НПФ и Министерства труда и социальной защиты Российской Федерации. В августе 2017 года президент ассоциации НПФ «Альянс пенсионных фондов» (АНПФ) Сергей Беляков в интервью Русской службе Би-би-си обвинил правительство в непоследовательной пенсионной политике, включая отказ от накопительной системы и отсутствие альтернативы ей. В ответ министр труда Максим Топилин в интервью ТАСС сравнил негосударственные пенсионные фонды с финансовыми пирамидами, указав, что фонды не способны работать без постоянного притока новых вложений, и отметив значительные траты фондов на собственное содержание и финансирование проектов, связанных с собственниками фондов. На это последовало заявление Национальной ассоциации негосударственных пенсионных фондов (НАПФ) о том, что фонды работают по правилам, установленным государством, и под контролем Банка России, «поэтому обвинять НПФ в уподоблении финансовым пирамидам равносильно словам, что государство занимается строительством пенсионной пирамиды». Представители ассоциации подчеркнули, что доходность фондов — членов НАПФ на протяжении многих лет обгоняет инфляцию, несмотря на кризисные явления в экономике. 
Размеры вознаграждения фондов также становились предметом критики. Однако, по данным самих НПФ, их комиссионное вознаграждение в 1,5–2 раза ниже средней комиссии за аналогичные продукты, что делает его одним из самых низких среди гонораров других профессиональных участников финансовых рынков. Представители отрасли также указывают, что на НПФ, в отличие от иных финансовых организаций, законом возложен риск необходимости компенсировать клиентам возможные инвестиционные потери, что также требует соответствующих расходов.
В 2018 году представители Счётной палаты России сочли использование фондом региональной сети Сбербанка «нерыночным» и заявили о доминирующем положении НПФ Сбербанка на рынке пенсионных накоплений. Некоторыми экспертами даже было высказано мнение о «дотации Сбербанком своего фонда». Тем не менее Банк России и Федеральная антимонопольная служба не усмотрели в данном случае признаков нарушения конкуренции, а руководство НПФ Сбербанка указало на наличие банковских сетей во многих группах с участием негосударственных пенсионных фондов.
В прессе неоднократно обращалось внимание на сравнительно невысокую доходность вложений негосударственных пенсионных фондов, включая НПФ Сбербанка, который в 2019 и 2020 годах столкнулся с оттоком клиентов; среди системных недостатков частных пенсионных фондов, ведущих к нелояльности граждан, эксперты также называли недостаточную компетенцию в сфере работы с клиентской базой. Доходность НПФ, обычно сопоставимая с доходностью банковских вкладов, действительно может проигрывать инфляции в периоды инфляционных скачков. В то же время, по мнению представителей НПФ, «текущие низкие показатели доходности в моменте для клиентов НПФ ничего не меняют», поскольку значение имеет доходность на долгосрочном горизонте инвестирования. По данным Минфина России, за последние годы НПФ получали положительную доходность на свои инвестиции, которая превышает уровень инфляции.

## Комментарии
1. ↑  С учетом деноминации.
2. ↑  С учетом деноминации.
3. ↑  В настоящее время устав фонда не предусматривает наличия филиалов.
4. ↑  Для оформления усиленной квалифицированной электронной подписи требовалось личное посещение гражданином удостоверяющего центра.
5. ↑  Согласно пункту 1.1 статьи 14 Федерального закона «О негосударственных пенсионных фондах», фонд не вправе уменьшать размер и (или) продолжительность выплаты негосударственной пенсии и периодических выплат по договорам долгосрочных сбережений, назначенных участникам, в результате получения убытка от размещения пенсионных резервов.